# Vágássy Gyula
Vágássy Gyula (Eger, 1860. április 22. – Mezőtárkány, 1922. december 28.) római katolikus pap, egyházi író.

## Élete
Középiskoláit szülővárosában végezte. 1875-ben a papi pályára lépett. A hittudományi tanfolyam elvégzése után 15 hónappal később 1882-ben pappá szentelték.
Káplán volt Kistályán, Jászdósán, és Jászfényszarun. 1886. augusztus 1-jén az egri papnevelő intézethez házigazdasági kezelővé nevezték ki. Egyúttal elemi iskolai hitoktató is volt. Később Tarnaszentmiklóson és Mezőtárkányban volt plébános. 
Elhunyt 1922. december 28-án, örök nyugalomra helyezték a mezőtárkányi sírkertben 1922. december 30-án.

## Munkái
- Jó szó. A magyar nép számára írta felebarátainak jóakarója. Budapest, 1883
- Jó olvasmány. Budapest, 1885
- Gondolkozzál! Eger, 1903 (és Egri Népkönyvtár, 1909)
- Értsük meg egymást. Budapest, 1904. (Népiratkák 210.)
- Van-e Isten, van-e lélek? Budapest, 1913. (Népiratkák 283.)
- Ész, erő. Népies elbeszélés a magyar forradalmi időkből. Budapest, 1923